# Weißig (Freital)
Weißig ist ein Stadtteil der sächsischen Großen Kreisstadt Freital im Landkreis Sächsische Schweiz-Osterzgebirge.

## Geographie
Weißig befindet sich im Westen des Freitaler Stadtgebietes auf einer nach Süden und Osten hin abfallenden, landwirtschaftlich genutzten Hochfläche zwischen 250 und 360 Metern über Normalhöhennull. Weißig ist von Wäldern an den südlich und östlich vom Dorf gelegenen Weißeritztalhängen umgeben. Westlich des Dorfes befindet sich die „Weißiger Höhe“.
Der Stadtteil besteht aus Oberweißig, Siedlung (Mittelweißig) und Unterweißig. Zwischen Mittel- und Unterweißig befindet sich der Weißiger Wald, der hier nur etwa 300 Meter breit ist. Bei Unterweißig beginnt der Wettingrund, durch den früher eine Verbindung an die Deubener Hüttenstraße bestand. Im Wettingrund befand sich eine zeitweilig als Waisenhaus genutzte „Walderholungsstätte“.
Angrenzende Orte sind:
- im Osten der Freitaler Stadtteil Döhlen
- im Nordosten der Freitaler Stadtteil Saalhausen
- im Nordwesten der Wilsdruffer Ortsteil Kleinopitz
- im Westen der Tharandter Ortsteil Großopitz
- im Süden der Freitaler Stadtteil Hainsberg

## Geschichte
Oberweißig wurde 1235 erstmals in einer Schenkungsurkunde des Burggrafen von Dohna an das Kloster Altzella als Wizoch erwähnt und war zunächst ein Waldhufendorf. Dieses unterstand und gehörte dem Amt Dresden und hatte im 16. und 18. Jahrhundert ein Vorwerk. Weißig war bereits um 1500 zur Kirchengemeinde Döhlen eingepfarrt. Der Grundbesitz oblag dem Rittergut Döhlen bzw. ab dem 18. Jahrhundert dem Rittergut Zauckerode. Mit der Einführung der Gemeindeordnung 1839 wählte die Gemeinde den Gemeindevorstand. Erster Gemeindevorstand wurde der Steiger Schmidtgen. Gleichzeitig bekam Oberweißig einen gewählten Gemeindeältesten sowie mehrere Ausschusspersonen. Im Jahr 1910 errichtete man für Ober- und Unterweißig ein Standesamt. Zudem wurde die Straßenbeleuchtung eingerichtet.
Das 1834 erstmals erwähnte Unter- oder Neuweißig wurde am 1. Juli 1919 nach Oberweißig eingemeindet. Das 1878 eingeweihte Weißiger Schulhaus bekam 1928 eine Turnhalle für Schulsport und Arbeiterturner. Das Schulgebäude wurde erweitert. Drei Jahre nach der Stadtgründung im Döhlener Becken strebte die kreisfreie Stadt Freital 1924 eine Eingemeindung Weißigs (Amtshauptmannschaft Dresden) an, die jedoch an dem Protest der Bürger scheiterte. Ab 1952 dem neu gebildeten Kreis Freital angehörig, wurde Weißig am 1. Januar 1974 doch gegen den Bürgerwillen nach Freital eingemeindet.

### Entwicklung der Einwohnerzahl
| Oberweißig: - 1834 – 165 - 1871 – 338 - 1890 – 380 - 1910 – 574 | Unterweißig: - 1834 – 373 - 1871 – 736 - 1890 – 748 - 1910 – 850 | Weißig: - 1925 – 1698 - 1939 – 1591 - 1946 – 1613 - 1950 – 1649 - 1964 – 1412 - 1990 – 855 - 2000 – 884 - 2010 – 864 - 2015 – 886 - 2017 – 893 |

## Politik
In Weißig wurde erstmals am 13. Juni 2004 ein Ortschaftsrat gewählt. Bei einer Wahlbeteiligung von 56,9 % erhielt die Wählervereinigung Ortschaftsrat Weißig 99,8 % der Stimmen und alle sechs Sitze. Es gab zwei Eigenbewerber, die jeweils nur eine Stimme, aber trotzdem einen Sitz bekamen.
Der zweite Weißiger Ortschaftsrat setzte sich nach dem 7. Juni 2009 wie folgt zusammen: Die Wählervereinigung Ortschaftsrat Weißig erhielt 60,2 % der Stimmen und damit 5 Sitze im Ortschaftsrat. Pro Weißig vereinte 29,4 % der Stimmen auf sich, was zwei Mandaten entsprach. Einen Sitz erhielt die FDP, die 10,4 % der Gesamtstimmen erhielt. Die Wahlbeteiligung lag mit 58,8 % etwas höher als 2004.
Bei der Ortschaftsratswahl am 25. Mai 2014 trat nur die Wählervereinigung Ortschaftsrat Weißig an. Ihr Wahlvorschlag umfasste allerdings nur sieben Personen, weshalb der achte Sitz an eine zusätzlich eingetragenen Person vergeben wurde. Die Wahlbeteiligung betrug 59,4 %.
Die Wählervereinigung Ortschaftsrat Weißig erlangte dann am 26. Mai 2019 erstmals alle acht Sitze im Ortschaftsrat. Sie konnte 99,8 % der gültigen Stimmen bei einer Wahlbeteiligung von 72,2 % auf sich vereinen. Zwei Eigenbewerber, die jeweils eine Stimme erhielten, kamen zusammen auf 0,2 %.
Der fünfte Weißiger Ortschaftsrat wurde zur Kommunalwahl 2024 bei einer Wahlbeteiligung von 76 % gewählt. Nahezu alle Stimmen und alle Sitze gingen erneut an die Wählervereinigung Ortschaftsrat Weißig.
| Jahr | Wahlbeteiligung | ORW  | ProW | FDP  | sonstige |
| ---- | --------------- | ---- | ---- | ---- | -------- |
| 2004 | 56,9            | 99,8 | –    | –    | 0,2      |
| 2009 | 58,8            | 60,2 | 29,4 | 10,4 | –        |
| 2014 | 59,4            | 96,0 | –    | –    | 4,0      |
| 2019 | 72,2            | 99,8 | –    | –    | 0,2      |
| 2024 | 76,0            | 99,7 | –    | –    | 0,3      |

| Jahr | Gesamt | ORW | ProW | FDP | sonstige |
| ---- | ------ | --- | ---- | --- | -------- |
| 2004 | 8      | 6   | –    | –   | 2        |
| 2009 | 8      | 5   | 2    | 1   | –        |
| 2014 | 8      | 7   | –    | –   | 1        |
| 2019 | 8      | 8   | –    | –   | 0        |
| 2024 | 8      | 8   | –    | –   | 0        |

## Persönlichkeiten
- Hans Richter (1930–1978), Diplomat, Botschafter der DDR in Australien, Neuseeland und Fidschi (1973–1978)